# 1-ацетоксибутадиен-1,3
1-Ацетоксибутадиен-1,3 — органическое вещество, принадлежащее к классу сложных эфиров. Формально является производным уксусной кислоты и неустойчивого спирта бутадиен-1,3-ола-1. В органическом синтезе применяется как компонент реакции Дильса — Альдера.

## Получение
1-Ацетоксибутадиен-1,3 получают по реакции кротонового альдегида с уксусным ангидридом и ацетатом натрия. При этом продукт образуется в виде смеси (E)- и (Z)-изомеров. Именно в такой форме продаётся коммерческий 1-ацетоксибутадиен-1,3. Чистый (E)-изомер получают медленным добавлением кротонового альдегида к кипящему изопропенилацетату, содержащему каталитические количества п-толуолсульфокислоты и ацетата меди.

## Химические свойства
Основное химическое свойство и применение 1-ацетоксибутадиена-1,3 в органическом синтезе заключается в его участии в реакции Дильса — Альдера с нормальными электронными требованиями. Ацетокси-заместитель обладает слабым донорным эффектом, благодаря которому эти реакции протекают с достаточной степенью региоселективности и стереоселективности: образуются преимущественно продукты с «орто»-замещением и эндо-конфигурацией. Проблемы с селективностью могут возникнуть из-за того, что 1-ацетоксибутадиен-1,3 вводится в реакцию в виде смеси изомеров. Однако несмотря на это часто получается только один продукт, потому что (E)-изомер реагирует быстрее, чем (Z)-изомер.
Наиболее широко применялась реакция 1-ацетоксибутадиена-1,3 с нафтохинонами. Это связано с тем, что образующийся продукт можно легко вводить в дальнейшие преобразования, а также с тем, что он может отщеплять (произвольно или нет) молекулу уксусной кислоты, давая ароматический фрагмент. Принято считать, что в подобных схемах 1-ацетоксибутадиен-1,3 выполняет функцию бутадиенильного синтона. Эта стратегия была применена в синтезе многих производных нафтохинона, антрациклина, азаантрахинона и тетрациклина.
Реакции Дильса — Альдера, промотируемые кислотами Льюиса, с участием 1-ацетоксибутадиена-1,3 не столь успешны, хотя некоторые примеры описаны в литературе.